# Bad Münstereifel
Bad Münstereifel is een stad in de Duitse deelstaat Noordrijn-Westfalen, gelegen in Kreis Euskirchen. De stad telt 17.387 inwoners (31 december 2020) op een oppervlakte van 150,83 km². Naburige steden zijn onder andere Euskirchen, Mechernich en Schleiden.
In het centrum van Bad Münstereifel is de City Outlet Bad Münstereifel gevestigd. Dit is een lange winkelstraat met zijstraten, ingericht als openlucht factory outlet center.
De oude binnenstad van Bad Münstereifel liep schade op tijdens de overstromingen in Noordwest-Europa in juli 2021.

## Stadsdelen
Ortsteile zijn: 
Arloff, Bad Münstereifel, Bliesthal, Bergrath, Berresheim, Buchholzbacher Mühle, Effelsberg, Eichen, Eicherscheid, Ellesheim, Esch, Escher Heide, Eschweiler, Forsthaus Hülloch, Gilsdorf, Gut Hospelt, Gut Unterdickt, Hardtbrücke, Hilterscheid, Hohn, Holzem, Honerath, Houverath, Hünkhoven, Hummerzheim, Iversheim, Kalkar, Kirspenich, Kop Nück, Kolvenbach, Langscheid, Lanzerath, Lethert, Limbach, Lingscheiderhof, Mahlberg, Maulbach, Mutscheid, Neichen, Nitterscheid, Nöthen, Odesheim, Ohlerath, Reckerscheid, Rodert, Rupperath, Sasserath, Scheuerheck, Scheuren, Schönau, Soller, Vollmert, Wald, Wasserscheide, Weißenstein, Willerscheid, Witscheiderhof

## Afbeeldingen

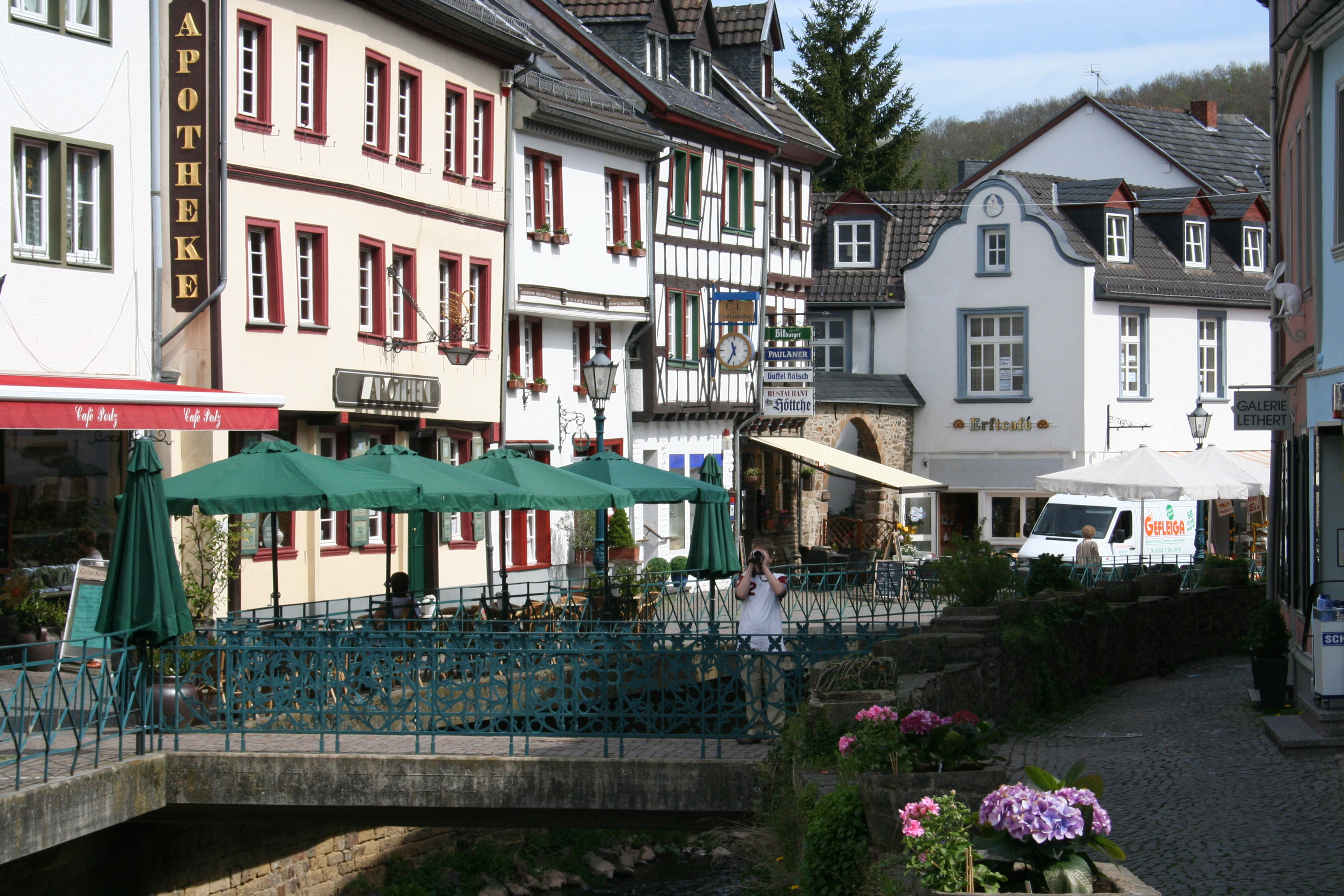
Centrum
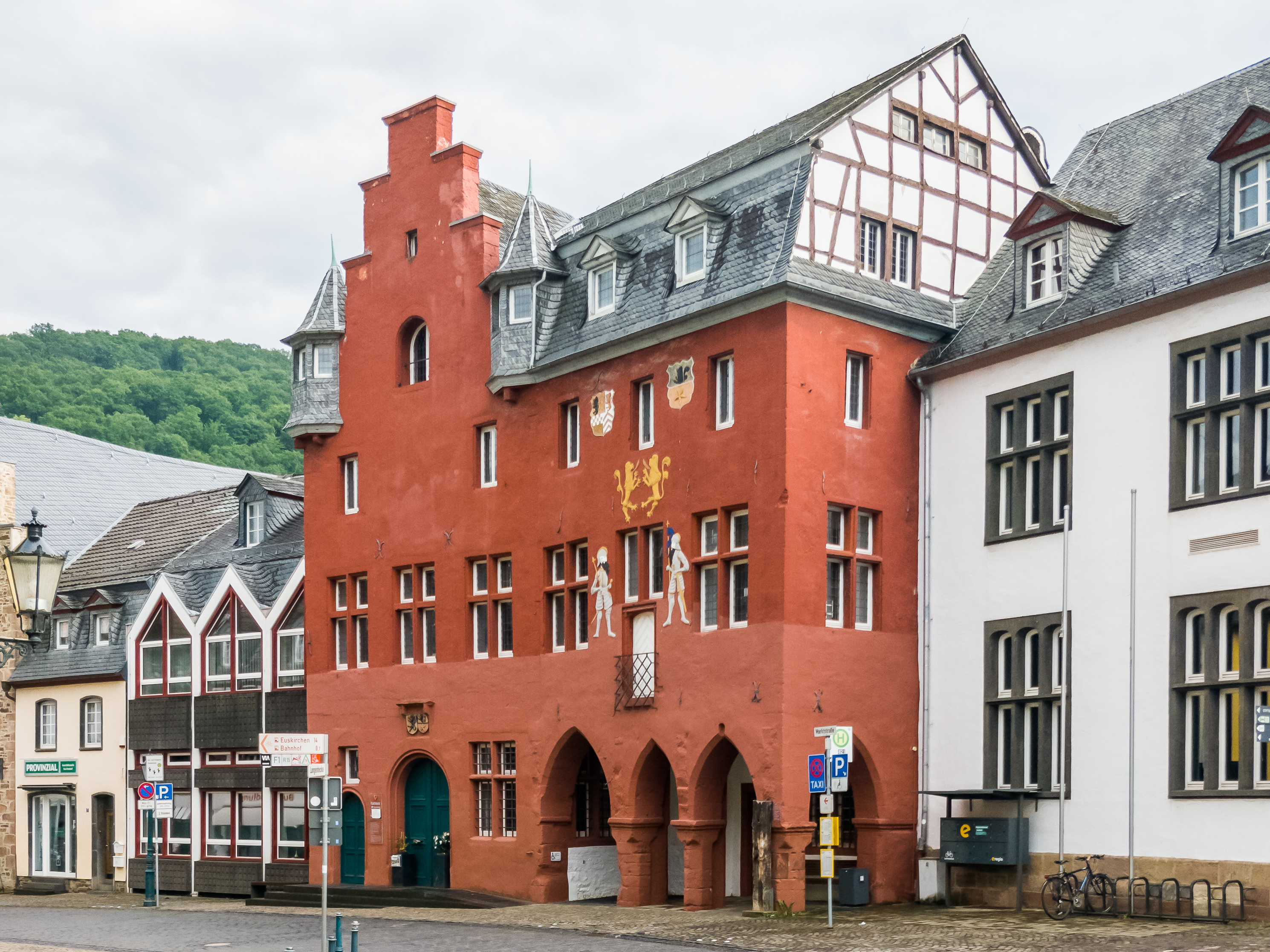
Rathaus
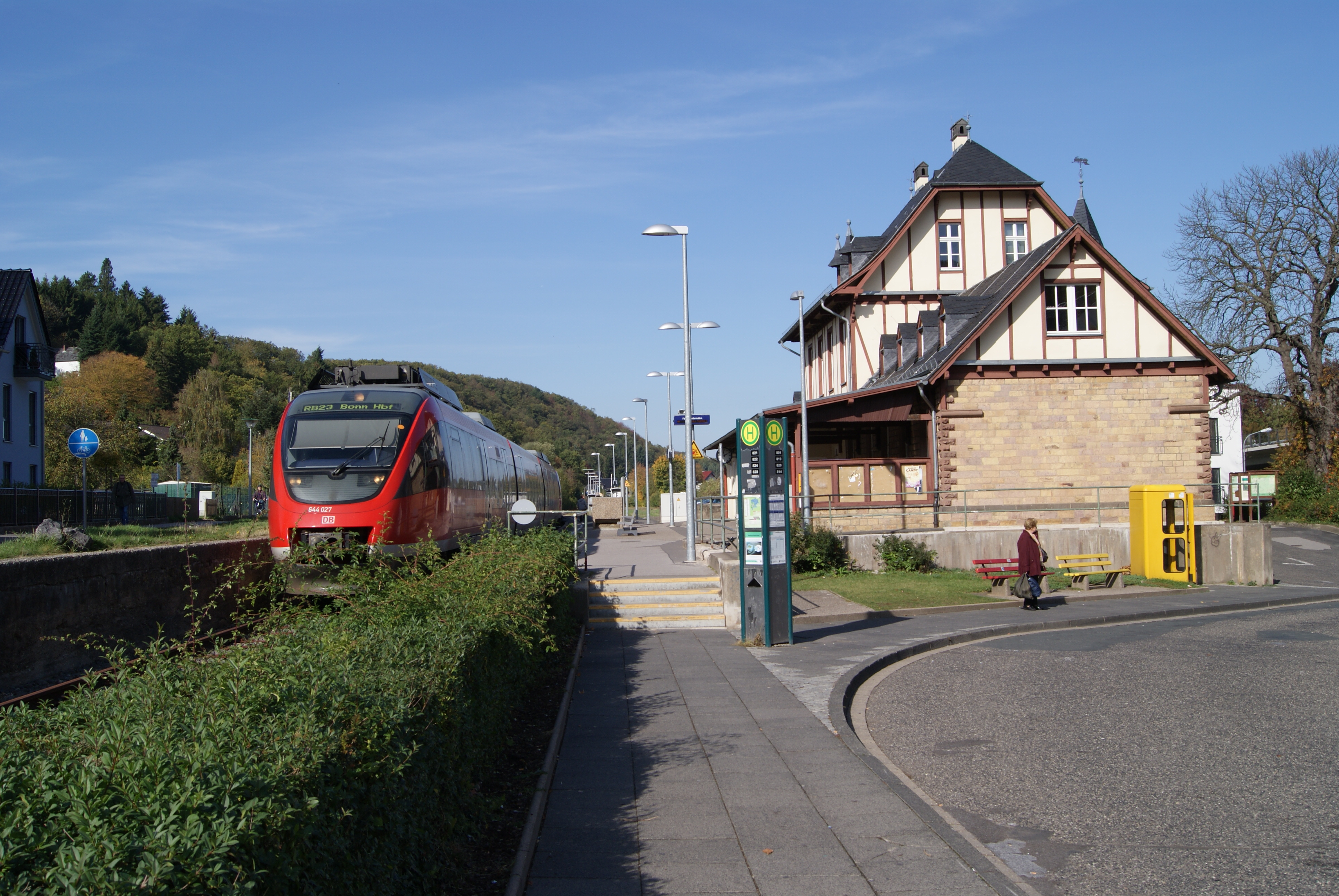
Station
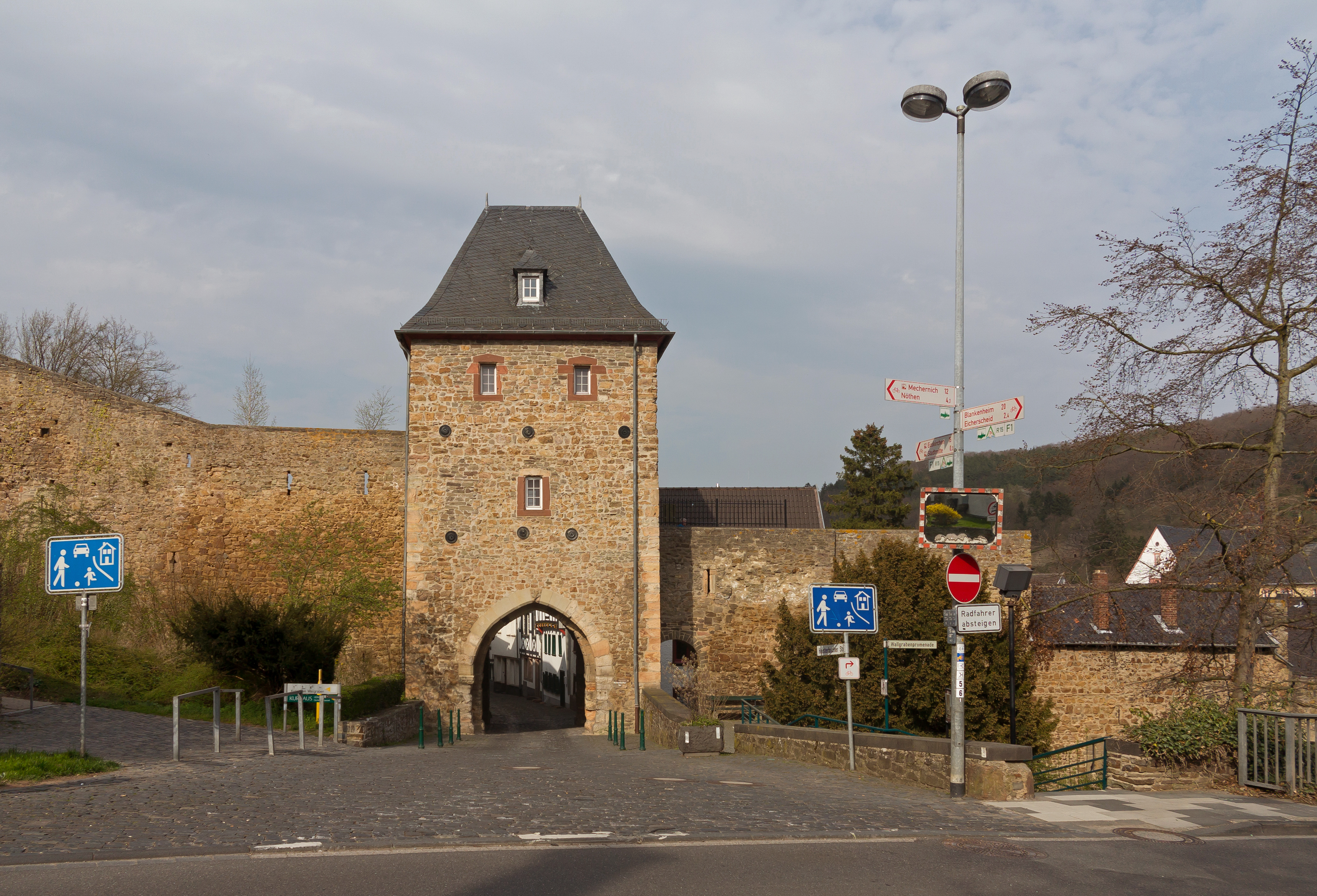
Heisterbacher Tor